# Zé Eduardo
José Eduardo de Araújo, plus connu sous le nom de Zé Eduardo (né le 16 août 1991 à Uberaba au Minas Gerais) est un footballeur brésilien, qui évolue au poste de milieu de terrain.

## Biographie

### Carrière en club
Zé Eduardo commence sa carrière au Cruzeiro Esporte Clube. Il rejoint en 2009 l'Europe et l'équipe réserve de l'Ajax Amsterdam.
En 2010, il est transféré en Italie, au club de Parme. En manque de temps de jeu, il est prêté début 2012 à Empoli, puis à Padoue pour la saison 2012-2013. En 2013, il rejoint le club grec de l'OFI Crète, toujours en prêt.

### Carrière en sélection
Il remporte le Championnat des moins de 20 ans de la CONMEBOL en 2009 et 2011 avec l'équipe du Brésil des moins de 20 ans.

## Palmarès
| Cruzeiro - Championnat du Minas Gerais (1) : - Champion : 2008. |  | Brésil -20 ans - Championnat des moins de 20 ans de la CONMEBOL (2) : - Vainqueur : 2009 et 2011. |